# Irritator
Irritator ist eine Gattung theropoder Dinosaurier. Irritator wird zu den Spinosauriden gezählt, einer Gruppe bipeder Dinosaurier mit stark verlängerter Schnauze und geraden Zähnen. Das wahrscheinlich bis zu acht Meter lange Tier lebte vor ungefähr 113 bis 100 Millionen Jahren (Albium) in der unteren Kreidezeit im heutigen Südamerika.
Von der Typusart und einzigen beschriebenen Art Irritator challengeri wurde bisher nur der etwa 80 Zentimeter lange fossile Schädel im Romualdo-Member, einem Schichtglied der brasilianischen Santana-Formation, gefunden. Da dieser den Schädeln von Suchomimus und Spinosaurus stark ähnelt, nimmt man an, dass er, wie diese, verlängerte Dornfortsätze an den Wirbeln besaß. 
Diese Art wird heute allgemein als identisch (synonym) mit Angaturama limai angesehen, der zur selben Zeit am gleichen Ort gelebt hat und von dem nur der vorderste Teil eines Schädels bekannt ist.

## Fossilbeschreibung

### Geschichte und Merkmale desIrritator-Fossils
Irritator wurde 1996 von den Paläontologen Martill, Cruickshank, Frey, Small und Clarke erstmals wissenschaftlich beschrieben. Diese Beschreibung basierte auf dem Fund eines Schädels, des Holotypus, aus der Santana-Formation im östlichen Brasilien im südlichen Teil des Bundesstaates Ceará im Araripe-Becken. Er lag im Romualdo-Schichtglied, das der Unteren Kreidezeit zugeordnet wird. 
Den Fund hatten private Sammler gemacht. Diese hatten versucht, den fossilen Schädel durch eine gipsähnliche Modelliermasse zu vervollständigen, wodurch die Rekonstruktion durch die Präparatoren sehr aufwendig wurde. Über eine Computertomografie konnte zudem festgestellt werden, dass der Schädel künstlich verlängert wurde, indem Teile des Oberkiefers an den Zwischenkiefer (Prämaxillare) montiert wurden. Heute wird das Fossil in der Sammlung des Staatlichen Museums für Naturkunde in Stuttgart unter der Katalognummer SMNS 58022 aufbewahrt.
Der Schädel ist fast komplett erhalten und gilt als der vollständigste Schädelfund eines Spinosauriden. Er zeichnet sich vor allem durch seine ungewöhnlich lange und gebogene Schnauzenregion aus, die seitlich stark komprimiert ist. Die Gesamtlänge des vollständigen Schädels wird auf etwa 84 Zentimeter geschätzt. Er besitzt einen deutlichen Sagittalkamm, der von der Stirn über das Nasalia bis auf das Prämaxillare verläuft und sich somit über den gesamten Schädel zieht; ein solcher Kamm ist zwar auch bei einigen anderen Dinosauriern zu finden, für die Theropoda ist er jedoch nur selten nachgewiesen. Die Nasenlöcher sind nach hinten bis fast vor die Augen verschoben und durch die Verschmelzung des Zwischenkiefers zu einem sekundären Munddach wird die Choane, die innere Nasenöffnung, nach hinten in Richtung Rachen verlagert.
Die Zähne weisen eine einzigartige Einbettung der stark verlängerten und geraden Zähne mit kegelförmigen, konischen, Zahnkronen auf, die einen mesolingualen Zahnwechsel anzeigt, bei dem neue Zähne zwischen die aktuell genutzten Zähne geschoben werden; dies wird aufgrund der nahen Verwandtschaft aktuell auch für Spinosaurus angenommen. Dabei weisen die Zähne Längen von 6 bis etwa 40 Millimeter auf. Das obere der beiden Schläfenfenster (Supratemporalfenster) des Schädels ist fast vollständig reduziert, und auch andere Merkmale der Schädelanatomie lassen eine klare Abgrenzung von Irritator von anderen bekannten Gattungen zu. Eine Reihe von Merkmalen wie etwa die geringe Anzahl der Oberkieferzähne und deren Form teilt Irritator mit Spinosaurus. Viele weitere Merkmale können für übergeordnete Taxa angenommen, aufgrund der häufig fehlenden Schädel jedoch nicht abgesichert werden.
Im Jahr 2004 wurden ebenfalls in der Santana-Formation Teile einer Wirbelsäule, bestehend aus drei Kreuz- und sechs Schwanzwirbeln, gefunden, die sich aufgrund des Aufbaus der Wirbelkörper den Spinosauriden zuordnen lassen. Mit sehr hoher Wahrscheinlichkeit gehören diese Wirbel ebenfalls zu Irritator, da dieser der einzige bislang bekannte Spinosauride der Formation ist.
Eine Schädelanalyse aus dem Jahr 2023, bei der der Holotyp mittels Computertomografie untersucht wurde, kam zu dem Ergebnis, dass Irritator seine Unterkieferknochen beim Öffnen des Mauls weit spreizen konnte, um mit dem breiten Schlund auch große Beutetiere in einem Stück verschlucken zu können.

### Angaturama limaiKellner & Campos, 1996
Angaturama limai aus der gleichen Zeit wie Irritator challengeri wurde im Februar 1996 von Alexander W. A. Kellner und Diogenes A. Campos erstmals ebenfalls auf der Basis eines Fossils aus der Santana-Formation beschrieben und wird heute mehrheitlich als Synonym zu Irritator angesehen. Einzelne Wissenschaftler nehmen sogar an, dass es sich bei den beiden Fossilien um Teile des Schädels desselben Individuums handelt. Kellner und Campos (2000) sowie Machado und Kellner (2005) vertreten allerdings die Ansicht, dass es sich um zwei unterschiedliche Arten handelt und dass Angaturama einen deutlich höheren und seitlich mehr abgeflachten Schädel hatte als Irritator.
Das Fossil besteht nur aus dem Vorderteil des Schädels, der sich dadurch auszeichnet, dass er sehr schmal ist und einen prämaxillaren Sagittalkamm trägt. Im Prämaxillare war ein abgebrochener Zahn mit teilweise erhaltener Zahnkrone erhalten, der dem eines Irritator entspricht; insgesamt trug das Prämaxillare 7 Zähne, wie aus den Zahnfächern hervorgeht, wobei der dritte Zahn der größte war. Das beschriebene Fossil wird heute unter der Nummer USP GP/2T-5 an der Universidade de São Paulo verwahrt. Es wurde als der erste bekannte Überrest eines Dinosaurierschädels aus Brasilien beschrieben, die Beschreibung von Irritator challengeri erfolgte jedoch zu einem Zeitpunkt, als sich die von Angaturama noch im Fachreview befand und stellte damit tatsächlich die erste Dinosaurierbeschreibung aus der Santana-Formation da. Für den Fall, dass Angaturama und Irritator tatsächlich als Angehörige der gleichen Art angesehen werden, wäre Irritator challengeri somit der gültige wissenschaftliche Name (Prioritätsregel).

## Fundlokalität und Paläoökologie
Der genaue Fundort des Irritator-Fossils ist unbekannt, da der Schädel erst über Fossilienhändler und -sammler der Wissenschaft zugetragen wurde. Die Gesteinsmasse, welche den Schädel einschloss, die Matrix, konnte aufgrund lithologischer Merkmale einem Gestein des Romualdo-Member der Santana-Formation zugeordnet werden; bestätigt wurde diese Einordnung durch Mikrofossilien von Muschelkrebsen der Gattung Pattersoncypris sowie Fischschuppen, die dem Ichthyodectiden Cladocylus zugeordnet werden konnten. Eine Befragung der lokalen Fossilienhändler durch den Erstbeschreiber ergab einen Fundort nahe dem Dorf Buxexé nahe Santana do Cariri an der Flanke des Chapada do Araripe in einer Höhe von etwa 650 m NN. Da dort tatsächlich Gestein aus dem Romualdo-Member aufgeschlossen ist, wird dieser Fundort als sehr wahrscheinlich für das Fossil angesehen.
Das Romualdo-Member der Santana-Formation wird gemeinhin aufgrund der Fischfauna dem Albium und damit dem letzten Abschnitt der Unterkreide zugeordnet, wohingegen die häufig zur Biostratigraphie genutzten Muschelkrebse (Ostracoda) eine Einordnung in das Aptium nahelegen. Die Schichten haben entsprechend ein Alter von etwa 110 Millionen Jahren und stammen aus einer Zeit, in der die Kontinente Afrika und Südamerika im nördlichen Teil Brasiliens noch miteinander verbunden waren.
Der Horizont der Santana-Formation, in dem beide Fossilien gefunden wurden, entstand mit sehr hoher Wahrscheinlichkeit durch die Sedimentation in einem flachen Binnensee, der mit Süß- oder Brackwasser gefüllt war. Bezüglich der Salinität vermitteln die bisher gemachten Fossilienfunde ein ambivalentes Bild, so spricht das Vorhandensein einiger Süßwasser-Fische für ein salzfreies oder salzarmes Wasser, es wurden jedoch auch Formen gefunden, die als typischerweise marin gelten. Die gefundenen Insekten sind eher ein Indiz für Süßwasser, der Fund der an Salzwasser angepassten Schildkröte Santanachelys gaffneyi wiederum lässt Salzwasser vermuten. Die größte Anerkennung findet daher die Theorie, nach der es sich um eine brackige Lagune handelte, die mit dem Meer in Verbindung stand. Das Klima war tropisch-warm und soll dem heutigen Klima in Brasilien weitgehend entsprochen haben.

## Lebensweise

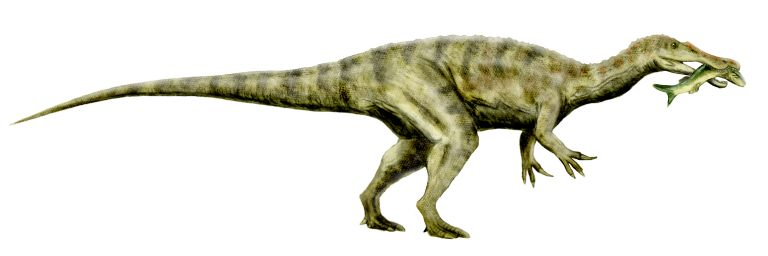
Rekonstruktion von Baryonyx als Fischjäger

Irritator challengeri ernährte sich wie die in großer Zahl in der Santana-Formation gefundenen Flugsaurier wahrscheinlich von Fischen, die er in dem ehemals dort gelegenen See jagte. Irritator war dabei wahrscheinlich wie die heutigen Krokodile ein Nahrungsgeneralist, der neben den Fischen auch alle anderen Tiere fraß, die er fangen konnte. Durch eine fossilisierte Halswirbelsäule eines Flugsauriers mit einem darin steckenden Zahn, der Irritator zugeordnet wird, gilt als gesichert, dass auch Flugsaurier zu seinem Nahrungsspektrum gehörten. Ob er diese als aktiver Jäger erbeutete oder als Aasfresser tote Tiere fraß, ist nicht bekannt.
Auf eine Ernährung, die hauptsächlich auf Fischfang basierte, deutet die bei allen Spinosauriden verlängerte und sehr schmale Schnauze mit den relativ gleichförmigen spitzen Zähnen hin. Es handelt sich dabei um eine Konvergenz zu vielen anderen Tiergruppen, die sich im Laufe der Evolution an Fische als Nahrung angepasst haben. So findet man diese Ausgestaltung vor allem bei Krokodilen (sehr stark ausgeprägt etwa beim Ganges- und beim Sunda-Gavial), aber auch bei Walen, und vielen ausgestorbenen Meeresreptilien wie den Ichthyosauriern, den Mosasauriern und einigen Plesiosauriern.

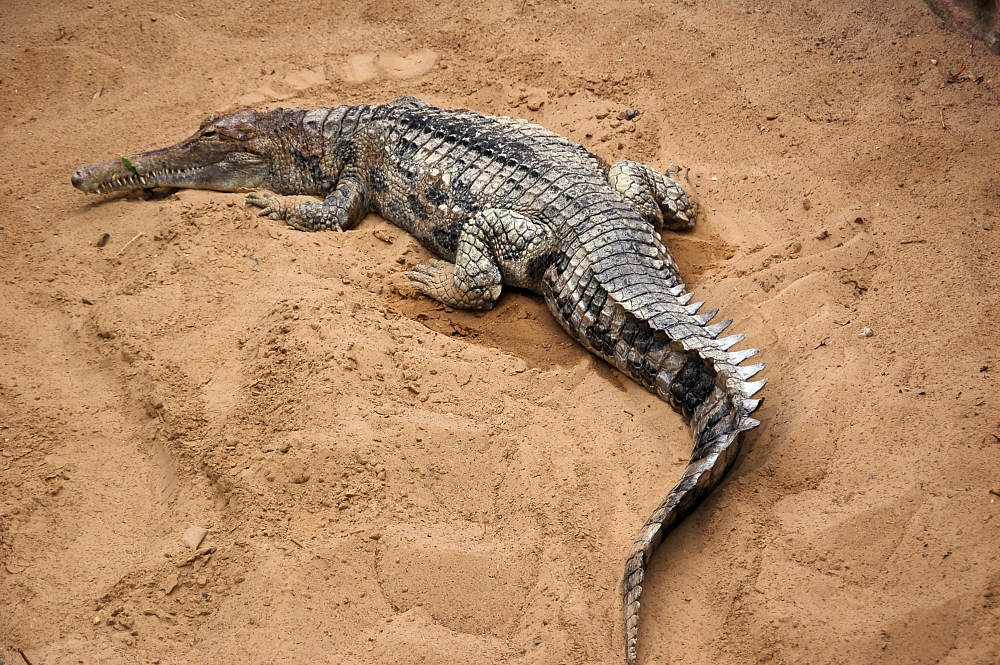
Sunda-Gavial: Die stark verlängerte Schnauze ist für den Fischfang optimal

Die verlängerten konischen Zähne, die keine Sägekanten besitzen, eignen sich vor allem zum Zupacken und Festhalten der gesamten Beute und unterscheiden sich dadurch von den Zähnen der Fleischfresser, die nach dem Zupacken Teile der Beute abreißen bzw. schneiden müssen. Weit nach hinten verlagerte Nasenlöcher sowie das sekundäre Munddach ermöglichen die Atmung auch, wenn sich der Großteil der verlängerten Schnauze unter Wasser befindet oder ein Beutetier festhält. Insbesondere der Sagittalkamm von Irritator ist zudem ein Indiz für eine ausgeprägte Nackenmuskulatur, die notwendig ist, um die Schnauze gegen den Wasserwiderstand durch das Wasser zu ziehen und den Kopf schnell zurückzuziehen. Sues et al. 2002 stellen allerdings heraus, dass es keinen Grund gäbe anzunehmen, dass sich die Spinosauridae vollständig auf den Fischfang spezialisiert haben. Sie betonen vielmehr, dass diese Schädelmorphologie eine generalistische Ernährung, die sich vor allem auf kleine Beutetiere fixiert und dabei den Fischfang einschließt, befürwortet und führen dabei an, dass im Skelett des ebenfalls den Spinosauriden zugeordneten Baryonyx Teile eines jungen Iguanodon, also eines landlebenden Pflanzenfressers, gefunden wurden. Naish et al. 2004 teilen diese Annahme auch für Irritator und stellen dar, dass er als Generalist im Küstenbereich sowohl aquatische als auch terrestrische Beutetiere jagte und zudem wahrscheinlich zusätzlich Aas suchte.
Vor allem bei Irritator sowie bei Suchomimus wird vor allem eine Konvergenz zu den Krokodilen regelmäßig diskutiert, die bei Suchomimus (= „Krokodilnachahmer“) sogar namensgebend ist. Einzelne Fossilien der Spinosauriden wurden in der Vergangenheit sogar irrtümlich für Krokodilfossilien gehalten und beschrieben, so etwa Baryonyx-Fossilien aus Portugal, die ursprünglich als Suchosaurus beschrieben und erst 2007 als Baryonyx erkannt wurden. Mit Ausnahme des Schädels gibt es allerdings keine Konvergenzen mit Krokodilen im Körperbau der bekannten Spinosauriden, sodass eine generelle Anpassung an eine aquatische Lebensweise als wenig wahrscheinlich interpretiert wurde.
Mehrere aktuellere Studien kommen jedoch zu einem anderen Ergebnis. Verschiedene Aspekte, wie beispielsweise die Identifikation von Fischen als der wesentliche Anteil der Beutetiere, deuten auf eine eng an das Wasser gebundene Lebensweise bei Spinosauriden hin. Eine Schädelanalyse aus dem Jahr 2023 zeigte außerdem, dass Irritator beim Verschlingen großer Beutetiere sein Maul ähnlich wie einige Wasservögel (beispielsweise Kormorane, Reiher oder Pelikane) durch Spreizen der Unterkieferknochen stark verbreitern konnte. Irritator hielt den Kopf wohl in einem Winkel von 45° geneigt, was ihm ein dreidimensionales Sehen über die lange Schnauze hinweg ermöglichte. Seine Kiefer waren nicht besonders kräftig, dafür konnte er in einer hohen Geschwindigkeit zuschnappen.

## Systematik
Irritator challengeri wurde von seinen Erstbeschreibern 1996 in die Maniraptora innerhalb der Tetanurae eingeordnet. Hier sollten sie eine eigene Familie Irritatoridae innerhalb der Bullatosauria sein. Angaturama wurde dagegen in die Spinosauridae als neue Gattung eingeordnet und im gleichen Jahr ordnete Kellner auch Irritator in diese Familie ein. Diese Einordnung übernahmen Sues et al. 2002 ebenfalls für die mittlerweile als Synonyme erkannten Fossilien, sodass sie heute als allgemein akzeptiert angesehen wird.

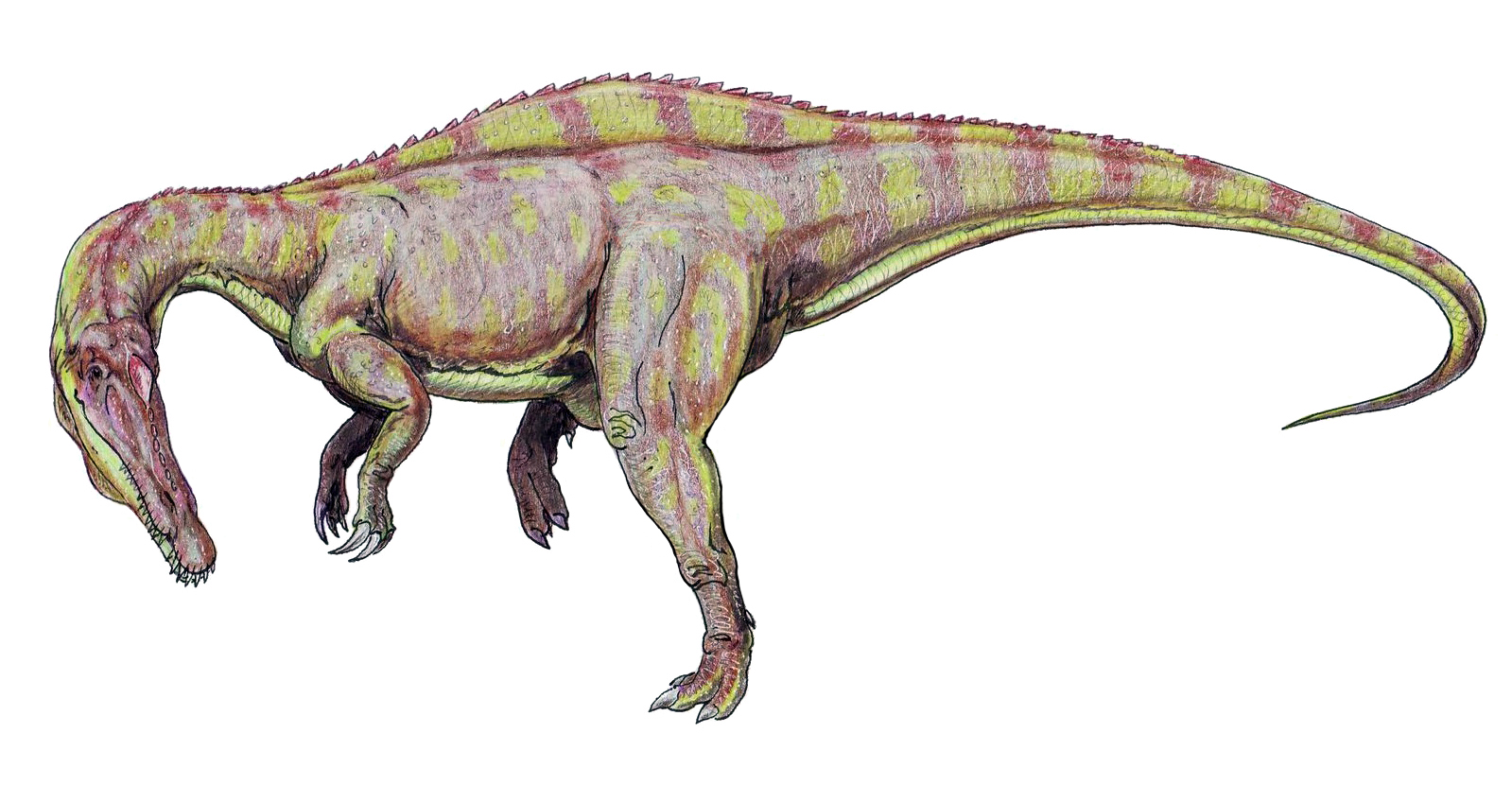
Lebendrekonstruktion von Suchomimus tenerensis

Paul Sereno et al. stellten 1998 bei der Erstbeschreibung von Suchomimus tenerensis einen phylogenetischen Stammbaum der Spinosauridae dar, der diese in die zwei Unterfamilien Spinosaurinae und Baryonychinae aufteilte und Irritator als Schwesterart der Gattung Spinosaurus definierte. Bestätigt wurde diese Darstellung von dal Sasso et al. 2006. Demnach bilden Suchomimus und Baryonyx, dessen einziger Vertreter Baronyx walkeri 1986 aus England beschrieben wurde, zusammen die Baryonychinae, während Irritator und Spinosaurus als Spinosaurinae diesen gegenübergestellt wurden. Sasso et al. fügen den Baryonychinae zudem den 1998 beschriebenen Cristatusaurus lapparenti hinzu, der in der ursprünglichen Darstellung von Sereno et al. noch nicht beschrieben war. Als Schwestergruppe der gesamten Spinosauridae werden die Torvosauridae mit den Gattungen Torvosaurus und Eustreptospondylus benannt, die jedoch heute den Megalosauridae zugeschlagen werden.
|  | Spinosaurus |
|  |             |
|  | Irritator   |
|  |             |

|  | Baryonyx   |
|  |            |
|  | Suchomimus |
|  |            |

|  | Spinosaurus |
|  |             |
|  | Irritator   |
|  |             |

|  | Baryonyx   |
|  |            |
|  | Suchomimus |
|  |            |

Begründet wird dieser Stammbaum vor allem durch Merkmale der Schädelmorphologie, da dieser Teil des Skeletts bei den meisten Arten zumindest teilweise vorhanden ist. Die Spinosauroidea werden primär durch die Ausbildung der kräftigen Vordergliedmaßen mit einer sichelartigen Daumenkralle begründet. 
Die als Spezialisierung auf den Fischfang erfolgte Verlängerung der Schnauzenregion durch eine parallele Verlängerung sowohl des Maxillare wie auch des Prämaxillare, die spezifische Ausgestaltung der Nasenhöhle sowie die Bildung eines sekundären Munddaches sind sehr gewichtige eigenständige Merkmale (Apomorphien), die die Monophylie der Spinosauridae absichern. Hier werden zudem Merkmale angeführt wie die weit nach hinten verlagerten Nasenlöcher und die konischen Zähne, ein kleines postnasales Schädelfenster und die spezifische Ausgestaltung des Hirnschädels, der im Vergleich mit anderen Theropoden relativ kurz, dafür aber tief ausgebildet ist. Bei den Spinosaurinae kam es zu einer Reduktion der Anzahl der prämaxillaren und maxillaren Zähne mit einer damit einhergehenden Vergrößerung der Zahnabstände sowie einer fast geraden Ausbildung der Zähne, die sowohl bei Irritator als auch bei Spinosaurus vorhanden ist. Spinosaurus wird gegenüber Irritator hauptsächlich über die starke Vergrößerung der Dornfortsätze der Wirbelsäule und das dadurch gebildete Rückensegel begründet – wie diese beim Irritator ausgesehen haben, ist allerdings nicht bekannt.

## Rekonstruktion
Obwohl von Irritator auch nach Zusammenfügen der beiden bekannten Fossilien nur ein Schädel vorhanden ist, ist eine relativ realistische Rekonstruktion des gesamten Tieres möglich. Die Paläontologen profitieren in diesem Fall stark von den Arten, die in die nähere Verwandtschaft des Irritator eingeordnet werden und von denen sehr vollständige Skelette existieren oder existiert haben (das in München aufbewahrte Skelett von Spinosaurus wurde im Zweiten Weltkrieg zerstört). Über einen Merkmalsvergleich können viele Merkmale bei Irritator als Plesiomorphien, also bereits in der gemeinsamen Stammart vorhandene Merkmale, vorausgesetzt werden – darunter vor allem die Haltung und Gestaltung der Gliedmaßen sowie der allgemeine Körperbau und die Körperhaltung.
Da beispielsweise alle fossilen Theropoda biped und landlebend waren und dies auch für alle anderen Arten Spinosauroidea zutrifft, kann man diese Merkmale auch für den Irritator annehmen – es ist extrem unwahrscheinlich, dass Irritator apomorph diese sehr zentralen Merkmale in stark abgewandelter Form ausgebildet hat. Entsprechend kann man fast alle Merkmale, die die nahe verwandten Arten Baryonyx, Spinosaurus und Suchomimus gemeinsam haben auch mit sehr hoher Wahrscheinlichkeit als bei Irritator existent voraussetzen – dadurch ist eine Grundrekonstruktion möglich. Nicht möglich ist dagegen beispielsweise die gesicherte Annahme eines Rückensegels, das nur für Spinosaurus nachgewiesen ist; da jedoch auch Suchomimus stark verlängerte Dornfortsätze hatte, ist zumindest dieses Merkmal für Irritator auch anzunehmen.

## Namensgebung
Martill et al. beschrieben in ihrem 1996 erschienenen Beitrag sowohl die Gattung als auch die bislang einzige bekannte Art innerhalb der Gattung. Die Namensgebung der Gattung Irritator wurde von den Autoren mit der Irritation begründet, die sie empfanden, als sie die künstliche Verlängerung der Schnauze des Fossils bemerkten. Namensgebend für die Art war der fiktive Professor Challenger in Sir Arthur Conan Doyles Roman „Die vergessene Welt“ („The Lost World“), wodurch Irritator als zweite Art neben dem Flugsaurier Arthurdactylus conandoylei, der ebenfalls in der Santana-Formation gefunden wurde, in seiner Benennung auf Conan Doyle hinweist.
Angaturama wurde von Kellner und Campos für die Benennung des von ihnen beschriebenen Fossils gewählt, weil das Wort in der Sprache der Tupí für „edel“ steht. Das Epitheton limai ist eine Würdigung der Arbeit des brasilianischen Paläontologen Murilo Rodolfo de Lima, der das Fossil gefunden und den Erstbeschreibern übergeben hat.

## Kontroverse
Nach der Veröffentlichung der Schädelanalyse im Mai 2023 wurde Kritik an der Aufbewahrung des brasilianischen Fossils in Deutschland laut. Die Autoren hatten ein „Ethics Statement“ in ihre Studie aufgenommen, das auf jüngste Debatten rund um die rechtlichen und ethischen Fragen zur Forschung an brasilianischen Fossilien Bezug nimmt. Den Autoren zufolge sei das Fossil aber nach Deutschland ausgeführt worden, bevor ein brasilianisches Gesetz in Kraft getreten sei, das Exportgenehmigungen für Fossilien fordere. Der Holotyp sei also Eigentum des Landes Baden-Württemberg und eine Klärung seines rechtlichen Status liege weder in der Macht der Autoren noch des örtlichen Kurators.
Brasilianische Paläontologen bestritten diese Einschätzung und drängten auf die Rückgabe des Fossils an Brasilien. Diese Forderung formulierten die Forscher auch in einem offenen Brief an Petra Olschowski, die baden-württembergischen Staatsministerin für Wissenschaft, Forschung und Kunst. Unter den Unterzeichnern des Briefs waren auch zwei Autoren der kritisierten Studie. Eine rechtliche Analyse der Rückgabeproblematik in der Fachzeitschrift International Journal of Cultural Property kommt zu dem Ergebnis, dass der Holotyp von Irritator challengeri dem brasilianischen Staat unrechtmäßig entzogen worden war und das Staatliche Museum für Naturkunde Stuttgart ihn auch nicht gutgläubig erworben hatte. Eine zivilrechtliche Herausgabeklage sei allerdings aufgrund der Verjährungsfrist von 30 Jahren ausgeschlossen. Derzeit befindet sich das Fossil weiterhin in der Sammlung des Stuttgarter Museums.

## Belege
1. ↑  Gregory S. Paul: The Princeton Field Guide To Dinosaurs. Princeton University Press, Princeton NJ 2010, ISBN 978-0-691-13720-9, S. 88, Online.
2. ↑  Jonathas de Souza Bittencourt, Alexander W. A. Kellner: On a sequence of sacrocaudal theropod dinosaur vertebrae from the Lower Cretaceous Santana Formation, Northeastern Brazil. In:  Arquivos do Museu Nacional. Rio de Janeiro. Bd. 62, Nr. 3, 2004, ISSN 0365-4508, S. 309–320, (Abstract (Memento vom 2. August 2012 im Webarchiv archive.today)).
3. 1 2 3  Marco Schade, Oliver W. M. Rauhut, Christian Foth, Olof Moleman, Serjoscha W. Evers: A reappraisal of the cranial and mandibular osteology of the spinosaurid Irritator challengeri (Dinosauria: Theropoda). In: Palaeontologia Electronica. Band 26, Nr. 2, 10. Mai 2023, ISSN 1094-8074, doi:10.26879/1242 (palaeo-electronica.org [abgerufen am 25. Mai 2023]).
4. 1 2  Alexander W. A. Kellner, Diogenes A. Campos: First Early Cretaceous theropod dinosaur from Brazil with comments on Spirosauridae. In: Neues Jahrbuch für Geologie und Paläontologie. Abhandlungen. Bd. 199, 1996, ISSN 0077-7749, S. 151–166.
5. ↑  Alan J. Charig, Angela C. Milner: Baryonyx walkeri, a fish-eating dinosaur from the Wealden of Surrey. In: Bulletin of the British Museum (Natural History). Geology Series. Bd. 53, Nr. 1, 1987, ISSN 0007-1471, S. 11–70, Digitalisat.
6. 1 2 3  Paul C. Sereno, Allison L. Beck, Didier B. Dutheil, Boubacar Gado, Hans C. E. Larsson, Gabrielle H. Lyon, Jonathan D. Marcot, Oliver W. M. Rauhut, Rudyard W. Sadleir, Christian A. Sidor, David D. Varricchio, Gregory P. Wilson, Jeffrey A. Wilson: A Long-Snouted Predatory Dinosaur from Africa and the Evolution of Spinosaurids. In: Science. Bd. 282, Nr. 5392, 13. November 1998, S. 1298–1302, doi:10.1126/science.282.5392.1298, Volltext (PDF; 393 kB).
7. ↑  Alexander W. A. Kellner, Diogenes A. Campos: Brief Review of Dinosaur Studies and Perspectives in Brazil. In: Anais da Academia Brasileira de Ciências. Bd. 72, Nr. 4, 2000, ISSN 0001-3765, S. 509–538, Volltext (PDF; 988 kB).
8. ↑  Elaine Batista Machado, Alexander W. A. Kellner: Notas Sobre Spinosauridae (Theropoda, Dinosauria). In: Anuário do Instituto de Geociências. Bd. 28, Nr. 1, 2005, ISSN 0101-9759, S. 158–173, Volltext (PDF; 375 kB) (Memento vom 6. Juli 2011 im Internet Archive).
9. ↑  Ren Hirayama: Oldest known sea turtle. In: Nature. Bd. 392, Nr. 6677, 1998, S. 705–708, doi:10.1038/33669.
10. 1 2  Eric Buffetaut: The spinosaurid dinosaur Baryonyx (Saurischia, Theropoda) in the Early Cretaceous of Portugal. In: Geological Magazine. Bd. 144, Nr. 6, 2007, ISSN 0016-7568, S. 1021–1025, doi:10.1017/S0016756807003883.
11. ↑  Darren Naish, David M. Martill, Eberhard Frey: Ecology, Systematics and Biogeographical Relationships of Dinosaurs, Including a New Theropod, from the Santana Formation (?Albian, Early Cretaceous) of Brazil. In: Historical Biology. Bd. 16, Nr. 2, 2004, S. 57–70, doi:10.1080/08912960410001674200.
12. 1 2  Thomas R. Holtz Jr.: Spinosaurs as Crocodile Mimics. In: Science. Bd. 282, Nr. 5392, 13. November 1998, S. 1276–1277, doi:10.1126/science.282.5392.1276.
13. ↑  Alexander W. A. Kellner: Remarks on Brazilian dinosaurs. In: Memoirs of the Queensland Museum. Bd. 39, Nr. 3, 1996, ISSN 0079-8835, S. 611–626.
14. ↑  Cristiano Dal Sasso, Simone Maganuco, Eric Buffetaut, Marco A. Mendez: New information on the skull of the enigmatic theropod Spinosaurus, with remarks on its sizes and affinities. In: Journal of Vertebrate Paleontology. Bd. 25, Nr. 4, 2005, S. 888–896, doi:10.1671/0272-4634(2005)025[0888:NIOTSO]2.0.CO;2.
15. ↑  Alan J. Charig, Angela C. Milner: Baryonyx, a remarkable new theropod dinosaur. In: Nature. Bd. 324, Nr. 6095, 1986, S. 359–361, doi:10.1038/324359a0.
16. ↑  Philippe Taquet, Dale A. Russell: New data on spinosaurid dinosaurs from the Early Cretaceous of the Sahara. In: Comptes Rendus de l'Académie des Sciences. Series IIA: Earth and Planetary Science. Bd. 327, Nr. 5, 1998, S. 347–353, doi:10.1016/S1251-8050(98)80054-2.
17. ↑  David B. Weishampel, Peter Dodson, Halszka Osmólska (Hrsg.): The Dinosauria. 2nd edition. University of California Press, Berkeley CA u. a. 2004, ISBN 0-520-24209-2.
18. ↑  „from irritation, the feeling the authors felt (understated here) when discovering that the snout had been artificially elongated“. Zitat Martill et al. 1996.
19. ↑  „from Prof. Challenger, the ficticious hero and dinosaur discoverer of Sir Arthur Conan Doyle’s Lost World“. Zitat Martill et al. 1996.
20. ↑  Juan Carlos Cisneros, Nussaïbah B. Raja, Aline M. Ghilardi, Emma M. Dunne, Felipe L. Pinheiro, Omar Rafael Regalado Fernández, Marcos A. F. Sales, Rubén A. Rodríguez-de la Rosa, Adriana Y. Miranda-Martínez, Sergio González-Mora, Renan A. M. Bantim, Flaviana J. de Lima, Jason D. Pardo: Digging deeper into colonial palaeontological practices in modern day Mexico and Brazil. In: Royal Society Open Science. Band 9, Nr. 3, März 2022, ISSN 2054-5703, doi:10.1098/rsos.210898, PMID 35291323, PMC 8889171 (freier Volltext) – (royalsocietypublishing.org [abgerufen am 14. März 2025]).
21. ↑  Juan C. Cisneros, Aline M. Ghilardi, Nussaïbah B. Raja, Paul P. Stewens: The moral and legal imperative to return illegally exported fossils. In: Nature Ecology & Evolution. Band 6, Nr. 1, Januar 2022, ISSN 2397-334X, doi:10.1038/s41559-021-01588-9 (nature.com [abgerufen am 14. März 2025]).
22. ↑  Hermínio Ismael de Araújo Júnior: Open letter from the Brazilian Society of Paleontology (SBP) on the repatriation of Brazilian fossil holotypes. 19. Juni 2023, abgerufen am 14. März 2025 (brasilianisches Portugiesisch).
23. ↑  Isabel Seta: Cientistas publicam carta pressionando Alemanha a devolver Irritator, fóssil de dinossauro contrabandeado do Brasil. In: g1. 28. Juli 2023, abgerufen am 14. März 2025 (brasilianisches Portugiesisch).
24. ↑  Paul Philipp Stewens: “Ubirajara” and Irritator Belong to Brazil: Achieving Fossil Returns Under German Private Law. In: International Journal of Cultural Property. Band 30, Nr. 3, August 2023, ISSN 0940-7391, doi:10.1017/S0940739124000031 (cambridge.org [abgerufen am 14. März 2025]).